# Krems II
Krems II ist eine Gemeinde im Kreis Segeberg in Schleswig-Holstein. Die Ortsteile Albrechtshof, Fehrenwohld, Göls, Gut Müssen, Mittelsfelde, Obersöhren, Scheidekate, Schlagberg, Schnepel, Schönböhm, Schönböken, Untersöhren, Warderbrück und Wegekaten liegen im Gemeindegebiet.
Die Bezeichnung Krems II diente zur Unterscheidung von der gleichnamigen Gemeinde Krems I im Kreis Segeberg, die heute ein Ortsteil der Gemeinde Leezen ist.

## Geografie und Verkehr
Krems II liegt 7 km nordöstlich von Bad Segeberg am Wardersee. Südlich verläuft die Bundesstraße 432 von Bad Segeberg nach Scharbeutz, westlich die Bundesautobahn 21 vom Autobahnkreuz Bargteheide nach Kiel.

## Politik

### Gemeindevertretung
Bei der Kommunalwahl 2023 errang der Kommunale Wählerverband Krems II erneut alle neun Sitze in der Gemeindevertretung. Die Wahlbeteiligung betrug 53,9 Prozent.

### Wappen
Blasonierung: „In Grün ein breiter mit einem blauen Wellenbalken belegter silberner Schrägwellenbalken. Oben eine äsende, silberne, golden bewehrte Gans, unten eine schräg gestellte goldene Haferrispe.“

## Wirtschaft
Der Tourismus ist für die Gemeinde von zunehmender Bedeutung.